# 李揚敬
李揚敬（1894年3月11日—1988年7月20日），字欽甫。廣東東莞縣後坊（今廣東省東莞市莞城街道）人，中華民國陸軍中將，曾任廣州市市長。

## 生平
李揚敬清末考入位於廣州黃埔的陸軍小學，與南天王陳濟棠將軍同窗。1912年進入廣東陸軍速成學校步科。畢業後, 任陸軍第一學兵營排長。1913年，袁世凱為肅清反對復辟力量派兵攻粵。李揚敬時任職兵站總監部，率總監部衛隊力戰於廣州北衡街，寡不敵眾，潛返東莞。1914年入武昌陸軍第二預備學校，並由先烈朱執信引介加入同盟會。1915年，袁世凱稱帝，二次革命，護國軍興起，李揚敬參與武昌南湖駐軍起義。討袁戰役後，預備學校畢業, 隨即升入保定陸軍軍官學校，1919年畢業並入北京大學預科進修。1921年，國父孫中山護法南下廣州，李揚敬加入總統府警衛團任第二營連長，拱衛樞府。1922年六月陳烱明叛變，舉兵進攻總統府，李揚敬連適值鞏衛，首當其衝，臨危不亂，率部力戰突圍護送孫夫人宋慶齡女士脫險。李揚敬於是役受傷，前往香港醫治。旋再奉國父命赴上海，奉令往福建東路討賊軍總部於蔣中正麾下任少校參謀。後回粵任憲兵營長，軍械處長，中校參謀。1925年任國民革命軍上校參謀，參與二次東征。翌年任廣東守備軍幹部教導隊少將主任。
1927年，李將軍受任黃埔陸軍軍官學校教育長，敘階中將。1929年，李揚敬任陳濟棠率領的討逆軍第八路總部參謀長。臨突變受命往前綫代行第一旅旅長職務禦敵。李揚敬與原旅長余漢謀部合力擊潰逆軍，保粵安全。李將軍升陸軍第六十三師長。中央以李將軍功在國家，於1930年元旦綬以三等寶鼎勳章，次年元旦再頒綬二等寶鼎。1931年升任國民革命軍第一集團軍第三軍軍長，駐防粵東，並膺中國國民黨中央執行委員，連任三屆。1932年，李揚敬受委兼任東區綏靖委員，又負江西剿匪南路軍第二縱隊指揮之責，統率一軍，三師，一旅及廿六縣警衛部隊，佈防閩西，贛東，粵東地區。1934年，陳濟棠引退，李將軍感與陳濟棠為半世知交，婉辭蔣中正付以閩淅贛三省邊區清剿司令之任命，陪同陳濟棠赴香港，稍作小休。
1937年，陳濟棠奉召回國，李揚敬隨同到南京, 任軍事委員會軍事參議。1938年奉派為軍官訓練團教委會主任，珞珈山中央訓練團副教育長，並奉命與陳誠，陳立夫，朱家驊，賀衷寒，張厲生等諸位設立三民主義青年團，支援抗戰。1939年，李揚敬出任湖南省政府委員兼秘書長。1945年，抗戰勝利，李將軍因抗戰有功獲頒勝利勳章。隨受任廣東省政府委員兼民政廳長屆兩年。
1949年，李揚敬任廣東省政府委員兼秘書長, 其後再臨危受命接任廣州市市長。但國民政府大勢已去, 廣東省政府轄下退遷海南島。李將軍任海南防衛總部副總司令兼參謀長。1950年，奉令撤至台灣，李將軍亦調任國防部參議。退役後，李將軍任國民大會代表、光復大陸設計委員會委員和總統府國策顧問。
1988年病逝於台北市中心診所醫院，享年九十四歲。